# Luo-ce
Luo-ce (pchin-jin: Luoze; * 10. května 1962) je čínský horolezec původem z Tibetu. Dokázal úspěšně vystoupit na 13 osmitísícovek, z toho třikrát na Mount Everest. Chybí mu Broad Peak, kde stál pouze na předvrcholu.

## Horolezecké úspěchy
Luo-ce dokázal celkem třikrát, v letech 1990, 1999 a 2008, vylézt na vrchol nejvyšší hory světa Mount Everest. V roce 1994 vystoupal na Šiša Pangmu a Čo Oju. O čtyři roky později zdolal dvě ze čtyř nejvyšších hor světa Kančendžengu a Lhoce v jednom roce.

## Úspěšné výstupy na osmitisícovky
- 1990 Mount Everest (8849 m)
- 1993 Dhaulágirí (8167 m)
- 1994 Šiša Pangma (8013 m)
- 1994 Čo Oju (8201 m)
- 1995 Gašerbrum II (8035 m)
- 1996 Manáslu (8163 m)
- 1997 Nanga Parbat (8125 m)
- 1998 Lhoce (8516 m)
- 1998 Kančendženga (8586 m)
- 1999 Mount Everest (8849 m)
- 2001 Broad Peak (8047 m)
- 2003 Makalu (8465 m)
- 2004 K2 (8611 m)
- 2006 Annapurna (8091 m)
- 2007 Gašerbrum I (8068 m)
- 2008 Mount Everest (8849 m)